# Brasilianska fotbollssäsongen 2011
Den brasilianska fotbollssäsongen 2011 bestod av dels av distriktsmästerskap, en nationell serie och av Copa do Brasil 2011. Totalt spelades det 27 distriktsmästerskap och det korades lika många distriktsmästare. Copa do Brasil 2011 vanns av Vasco da Gama och Campeonato Brasileiro Série A 2011 vanns av Corinthians.

## Campeonato Brasileiro
Alla tabeller är per sluttabeller.

### Série A
Série A är den högsta nationella serien i Brasilien. För 2011 deltog 20 lag. Mästerskapet började den 21 maj 2011 och avslutades 4 december 2011. 
| Nr | Lag                 | S  | V  | O  | F  | GM | IM | MS  | P  |
| -- | ------------------- | -- | -- | -- | -- | -- | -- | --- | -- |
| 1  | Corinthians         | 38 | 21 | 8  | 9  | 53 | 36 | +17 | 71 |
| 2  | Vasco da Gama       | 38 | 19 | 12 | 7  | 57 | 40 | +17 | 69 |
| 3  | Fluminense          | 38 | 20 | 3  | 15 | 60 | 51 | +9  | 63 |
| 4  | Flamengo            | 38 | 15 | 16 | 7  | 59 | 47 | +12 | 61 |
| 5  | Internacional       | 38 | 16 | 12 | 10 | 57 | 43 | +14 | 60 |
| 6  | São Paulo           | 38 | 16 | 11 | 11 | 57 | 46 | +11 | 59 |
| 7  | Figueirense         | 38 | 15 | 13 | 10 | 46 | 45 | +1  | 58 |
| 8  | Coritiba            | 38 | 16 | 9  | 13 | 57 | 41 | +16 | 57 |
| 9  | Botafogo            | 38 | 16 | 8  | 14 | 52 | 49 | +3  | 56 |
| 10 | Santos              | 38 | 15 | 8  | 15 | 55 | 45 | +10 | 53 |
| 11 | Palmeiras           | 38 | 11 | 17 | 10 | 43 | 39 | +4  | 50 |
| 12 | Grêmio              | 38 | 13 | 9  | 16 | 49 | 57 | −8  | 48 |
| 13 | Atlético Goianiense | 38 | 12 | 12 | 14 | 50 | 45 | +5  | 48 |
| 14 | Bahia               | 38 | 11 | 13 | 14 | 43 | 49 | −6  | 46 |
| 15 | Atlético Mineiro    | 38 | 13 | 6  | 19 | 50 | 60 | −10 | 45 |
| 16 | Cruzeiro            | 38 | 11 | 10 | 17 | 48 | 51 | −3  | 43 |
| 17 | Atlético Paranaense | 38 | 10 | 11 | 17 | 38 | 55 | −17 | 41 |
| 18 | Ceará               | 38 | 10 | 9  | 19 | 47 | 64 | −17 | 39 |
| 19 | América (MG)        | 38 | 8  | 13 | 17 | 51 | 69 | −18 | 37 |
| 20 | Avaí                | 38 | 7  | 10 | 21 | 45 | 75 | −30 | 31 |

### Série B
Série B är den nästa högsta nationella serien i Brasilien. För 2011 deltog 20 lag. Mästerskapet började den 6 maj 2011 och avslutades 26 november 2011.
| Nr | Lag              | S  | V  | O  | F  | GM | IM | MS  | P  |
| -- | ---------------- | -- | -- | -- | -- | -- | -- | --- | -- |
| 1  | Portuguesa       | 38 | 23 | 12 | 3  | 82 | 38 | +44 | 81 |
| 2  | Náutico          | 38 | 17 | 13 | 8  | 51 | 41 | +10 | 64 |
| 3  | Ponte Preta      | 38 | 17 | 12 | 9  | 63 | 45 | +18 | 63 |
| 4  | Sport            | 38 | 17 | 10 | 11 | 62 | 44 | +18 | 61 |
| 5  | Vitória          | 38 | 17 | 9  | 12 | 61 | 48 | +13 | 60 |
| 6  | Bragantino       | 38 | 16 | 10 | 12 | 65 | 53 | +12 | 58 |
| 7  | Boa              | 38 | 16 | 9  | 13 | 44 | 40 | +4  | 57 |
| 8  | Americana        | 38 | 15 | 11 | 12 | 40 | 45 | −5  | 56 |
| 9  | Barueri          | 38 | 15 | 8  | 15 | 48 | 53 | −5  | 53 |
| 10 | ABC              | 38 | 13 | 14 | 11 | 52 | 53 | −1  | 53 |
| 11 | Goiás            | 38 | 16 | 4  | 18 | 51 | 57 | −6  | 52 |
| 12 | Guarani          | 38 | 15 | 7  | 16 | 51 | 48 | +3  | 52 |
| 13 | Paraná           | 38 | 14 | 10 | 14 | 48 | 44 | +4  | 52 |
| 14 | Criciúma         | 38 | 13 | 12 | 13 | 43 | 43 | 0   | 51 |
| 15 | São Caetano      | 38 | 12 | 15 | 11 | 57 | 51 | +6  | 51 |
| 16 | ASA de Arapiraca | 38 | 13 | 9  | 16 | 44 | 54 | −10 | 48 |
| 17 | Icasa            | 38 | 11 | 14 | 13 | 52 | 55 | −3  | 47 |
| 18 | Vila Nova        | 38 | 7  | 11 | 20 | 34 | 53 | −19 | 32 |
| 19 | Salgueiro*       | 38 | 8  | 5  | 25 | 32 | 63 | −31 | 29 |
| 20 | Duque de Caxias  | 38 | 2  | 11 | 25 | 32 | 84 | −52 | 17 |

- Tre poäng skall dras av från tabellen då Salgueiro drabbats av tre poängs avdrag.

### Série C
Série C är den tredje högsta divisionen i den nationella ligasystemet och består 2011 av 20 lag, likt de övre divisionerna.
| América (RN)      | Águia de Marabá | Araguaína   | Brasil de Pelotas | Brasiliense |
| Campinense        | Caxias          | Chapecoense | CRB               | Fortaleza   |
| Guarany de Sobral | Ipatinga        | Joinville   | Luverdense        | Madureira   |
| Macaé             | Marília         | Paysandu    | Rio Branco (AC)   | Santo André |
| ----------------- | --------------- | ----------- | ----------------- | ----------- |

### Série D
Série C är denfjärde högsta divisionen i den nationella ligasystemet och består 2011 av 40 lag.
| Alecrim       | Anapolina         | Audax Rio      | Bahia de Feira       | Brusque             |
| CENE          | Cerâmica          | Cianorte       | Comercial (PI)       | Coruripe            |
| Cruzeiro (PA) | Cuiabá            | Formosa        | Gama                 | Guarani de Juazeiro |
| Independente  | Itumbiara         | Juventude      | Metropolitano        | Mirassol            |
| Nacional (AM) | Oeste             | Operário (PR)  | Penarol              | Plácido de Castro   |
| Porto         | River Plate       | Sampaio Corrêa | Santa Cruz           | Santa Cruz (RS)     |
| São Mateus    | São Raimundo (PA) | Tocantinópolis | Trem                 | Treze               |
| Tupi          | Vila Aurora       | Villa Nova     | Vitória da Conquista | Volta Redonda       |
| ------------- | ----------------- | -------------- | -------------------- | ------------------- |

## Copa do Brasil
Copa do Brasil 2011 var den brasilianska inhemska fotbollsturneringen som spelades mellan den 16 februari och 8 juni 2011. Finalen bestod av två dubbelmöten mellan Vasco da Gama och Coritiba. Vasco da Gama vann finalen på bortamålsregeln efter 3-3 totalt och 2 gjorda bortamål mot Coritibas 0 gjorda mål.
|  | 1 juni, 2011 | Vasco | 1–0 | Coritiba | Estádio São Januário |  |
|  |              |       |     |          |                      |  |
|  |              |       |     |          |                      |  |
|  |              |       |     |          |                      |  |

|  | 8 juni, 2011 | Coritiba | 3–2 | Vasco | Estádio Couto Pereira |  |
|  |              |          |     |       |                       |  |
|  |              |          |     |       |                       |  |
|  |              |          |     |       |                       |  |

## Distriktsmästerskap
| Distrikt            | Mästare             | Not      |
| ------------------- | ------------------- | -------- |
| Acre                | Rio Branco          | Detaljer |
| Alagoas             | ASA                 | Detaljer |
| Amapá               | Trem                |          |
| Amazonas            | Penarol             |          |
| Bahia               | Bahia de Feira      |          |
| Ceará               | Ceará               |          |
| Distrito Federal    | Brasiliense         |          |
| Espírito Santo      | São Mateus          |          |
| Goiás               | Atlético Goianiense | Detaljer |
| Maranhão            | Sampaio Corrêa      |          |
| Mato Grosso         | Cuiabá              | Detaljer |
| Mato Grosso do Sul  | CENE                | Detaljer |
| Minas Gerais        | Cruzeiro            | Detaljer |
| Pará                | Independente        |          |
| Paraíba             | Treze               |          |
| Paraná              | Coritiba            | Detaljer |
| Pernambuco          | Santa Cruz          | Detaljer |
| Piauí               | 4 de Julho          |          |
| Rio de Janeiro      | Flamengo            | Detaljer |
| Rio Grande do Norte | ABC                 |          |
| Rio Grande do Sul   | Internacional       | Detaljer |
| Rondônia            | Espigão             |          |
| Roraima             | Real                |          |
| Santa Catarina      | Chapecoense         |          |
| São Paulo           | Santos              | Detaljer |
| Sergipe             | River Plate         |          |
| Tocantins           | Gurupi              |          |

## Herrlandslag

### Vänskapsmatcher
|  | 9 februari, 2011 | Frankrike   | 1–0     | Brasilien | Stade de France                   |                                   |
|  |                  | Benzema 54′ | Rapport |           | Domare: Wolfgang Stark (Tyskland) | Domare: Wolfgang Stark (Tyskland) |
|  |                  |             |         |           | Domare: Wolfgang Stark (Tyskland) | Domare: Wolfgang Stark (Tyskland) |
|  |                  |             |         |           | Domare: Wolfgang Stark (Tyskland) | Domare: Wolfgang Stark (Tyskland) |

|  | 27 mars, 2011 | Skottland | 0–2     | Brasilien                | Emirates Stadium              |                               |
|  |               |           | Rapport | Neymar 41′, 76′ (straff) | Domare: Howard Webb (England) | Domare: Howard Webb (England) |
|  |               |           |         |                          | Domare: Howard Webb (England) | Domare: Howard Webb (England) |
|  |               |           |         |                          | Domare: Howard Webb (England) | Domare: Howard Webb (England) |

|  | 4 juni, 2011 | Brasilien | 0–0 | Nederländerna | Estádio Serra Dourada              |  |
|  |              |           |     |               | Domare: Carlos Amarilla (Paraguay) |  |
|  |              |           |     |               |                                    |  |
|  |              |           |     |               |                                    |  |

|  | 7 juni, 2011 | Brasilien | 1–0 | Rumänien | Estádio do Pacaembu                |                                    |
|  |              | Fred 21′  |     |          | Domare: Sergio Pezzota (Argentina) | Domare: Sergio Pezzota (Argentina) |
|  |              |           |     |          | Domare: Sergio Pezzota (Argentina) | Domare: Sergio Pezzota (Argentina) |
|  |              |           |     |          | Domare: Sergio Pezzota (Argentina) | Domare: Sergio Pezzota (Argentina) |

|  | 10 augusti, 2011 | Tyskland                                  | 3–2 | Brasilien                | Mercedes-Benz Arena             |                                 |
|  |                  | Schweinsteiger 60′ Götze 66′ Schürrle 79′ |     | Robinho 70′ Neymar 90+1′ | Domare: Viktor Kassai (Schweiz) | Domare: Viktor Kassai (Schweiz) |
|  |                  |                                           |     |                          | Domare: Viktor Kassai (Schweiz) | Domare: Viktor Kassai (Schweiz) |
|  |                  |                                           |     |                          | Domare: Viktor Kassai (Schweiz) | Domare: Viktor Kassai (Schweiz) |

|  | 5 september, 2011 | Ghana | 0–1 | Brasilien          | Craven Cottage              |                             |
|  |                   |       |     | Leandro Damião 45′ | Domare: Mike Dean (England) | Domare: Mike Dean (England) |
|  |                   |       |     |                    | Domare: Mike Dean (England) | Domare: Mike Dean (England) |
|  |                   |       |     |                    | Domare: Mike Dean (England) | Domare: Mike Dean (England) |

|  | 7 oktober, 2011 | Costa Rica | 0–1 | Brasilien  | Estadio Nacional                 |                                  |
|  |                 |            |     | Neymar 59′ | Domare: Walter López (Guatemala) | Domare: Walter López (Guatemala) |
|  |                 |            |     |            | Domare: Walter López (Guatemala) | Domare: Walter López (Guatemala) |
|  |                 |            |     |            | Domare: Walter López (Guatemala) | Domare: Walter López (Guatemala) |

|  | 11 oktober, 2011 | Mexiko               | 1–2 | Brasilien                  | Estadio Corona                     |                                    |
|  |                  | David Luiz 9′ (sjm.) |     | Ronaldinho 78′ Marcelo 83′ | Domare: Marlon Mejía (El Salvador) | Domare: Marlon Mejía (El Salvador) |
|  |                  |                      |     |                            | Domare: Marlon Mejía (El Salvador) | Domare: Marlon Mejía (El Salvador) |
|  |                  |                      |     |                            | Domare: Marlon Mejía (El Salvador) | Domare: Marlon Mejía (El Salvador) |

|  | 10 november, 2011 | Gabon | 0–2 | Brasilien               | Stade d'Angondjé                     |                                      |
|  |                   |       |     | Sandro 11′ Hernanes 34′ | Domare: Victor Hlungwani (Sydafrika) | Domare: Victor Hlungwani (Sydafrika) |
|  |                   |       |     |                         | Domare: Victor Hlungwani (Sydafrika) | Domare: Victor Hlungwani (Sydafrika) |
|  |                   |       |     |                         | Domare: Victor Hlungwani (Sydafrika) | Domare: Victor Hlungwani (Sydafrika) |

|  | 14 november, 2011 | Egypten | 0–2 | Brasilien      | Khalifa International Stadium    |                                  |
|  |                   |         |     | Jonas 38′, 58′ | Domare: Banjar Al Dosari (Qatar) | Domare: Banjar Al Dosari (Qatar) |
|  |                   |         |     |                | Domare: Banjar Al Dosari (Qatar) | Domare: Banjar Al Dosari (Qatar) |
|  |                   |         |     |                | Domare: Banjar Al Dosari (Qatar) | Domare: Banjar Al Dosari (Qatar) |

### Copa América
| Lag       | S | V | O | F | GM | IM | MS | P |
| --------- | - | - | - | - | -- | -- | -- | - |
| Brasilien | 3 | 1 | 2 | 0 | 6  | 4  | +2 | 5 |
| Venezuela | 3 | 1 | 2 | 0 | 4  | 3  | +1 | 5 |
| Paraguay  | 3 | 0 | 3 | 0 | 5  | 5  | 0  | 3 |
| Ecuador   | 3 | 0 | 1 | 2 | 2  | 5  | −3 | 1 |

|       | 3 juli, 2011 | Brasilien | 0–0     | Venezuela | Estadio Ciudad de La Plata    |                               |
| 16:00 | 16:00        |           | Rapport |           | Domare: Raúl Orosco (Bolivia) | Domare: Raúl Orosco (Bolivia) |
| 16:00 | 16:00        |           |         |           | Domare: Raúl Orosco (Bolivia) | Domare: Raúl Orosco (Bolivia) |
| 16:00 | 16:00        |           |         |           | Domare: Raúl Orosco (Bolivia) | Domare: Raúl Orosco (Bolivia) |

|       | July 9, 2011 | Brasilien           | 2–2     | Paraguay                        | Estadio Mario Alberto Kempes     |                                  |
| 16:00 | 16:00        | Jádson 38′ Fred 89′ | Rapport | Santa Cruz 54′ Haedo Valdez 66′ | Domare: Wilmar Roldán (Colombia) | Domare: Wilmar Roldán (Colombia) |
| 16:00 | 16:00        |                     |         |                                 | Domare: Wilmar Roldán (Colombia) | Domare: Wilmar Roldán (Colombia) |
| 16:00 | 16:00        |                     |         |                                 | Domare: Wilmar Roldán (Colombia) | Domare: Wilmar Roldán (Colombia) |

|       | 13 juli, 2011 | Brasilien                     | 4–2     | Ecuador          | Estadio Mario Alberto Kempes      |                                   |
| 21:45 | 21:45         | Pato 28′, 61′ Neymar 48′, 71′ | Rapport | Caicedo 36′, 58′ | Domare: Roberto Silvera (Uruguay) | Domare: Roberto Silvera (Uruguay) |
| 21:45 | 21:45         |                               |         |                  | Domare: Roberto Silvera (Uruguay) | Domare: Roberto Silvera (Uruguay) |
| 21:45 | 21:45         |                               |         |                  | Domare: Roberto Silvera (Uruguay) | Domare: Roberto Silvera (Uruguay) |

|       | 17 juli, 2011 | Brasilien                            | 0–0                        | Paraguay                     | Estadio Ciudad de La Plata          |                                     |
| 16:00 | 16:00         |                                      | Rapport                    |                              | Domare: Sergio Pezzotta (Argentina) | Domare: Sergio Pezzotta (Argentina) |
| 16:00 | 16:00         |                                      |                            |                              | Domare: Sergio Pezzotta (Argentina) | Domare: Sergio Pezzotta (Argentina) |
| 16:00 | 16:00         | Elano Thiago Silva André Santos Fred | Straffsparksläggning 0 – 2 | Barreto Estigarribia Riveros | Domare: Sergio Pezzotta (Argentina) | Domare: Sergio Pezzotta (Argentina) |

### Copa Doctor Nicolás Leoz
|                   | 14 september, 2011 | Argentina | 0–0     | Brasilien | Estadio Mario Alberto Kempes  |                               |
| 21:50 (UTC−03:00) | 21:50 (UTC−03:00)  |           | Rapport |           | Domare: Enrique Osses (Chile) | Domare: Enrique Osses (Chile) |
| 21:50 (UTC−03:00) | 21:50 (UTC−03:00)  |           |         |           | Domare: Enrique Osses (Chile) | Domare: Enrique Osses (Chile) |
| 21:50 (UTC−03:00) | 21:50 (UTC−03:00)  |           |         |           | Domare: Enrique Osses (Chile) | Domare: Enrique Osses (Chile) |

|                   | 28 september, 2011 | Brasilien            | 2–0     | Argentina | Estádio Olímpico do Pará (Mangueirão)            |                                                  |
| 21:50 (UTC−03:00) | 21:50 (UTC−03:00)  | Lucas 53′ Neymar 74′ | Rapport |           | Publik: 45 000 Domare: Jorge Larrionda (Uruguay) | Publik: 45 000 Domare: Jorge Larrionda (Uruguay) |
| 21:50 (UTC−03:00) | 21:50 (UTC−03:00)  |                      |         |           | Publik: 45 000 Domare: Jorge Larrionda (Uruguay) | Publik: 45 000 Domare: Jorge Larrionda (Uruguay) |
| 21:50 (UTC−03:00) | 21:50 (UTC−03:00)  |                      |         |           | Publik: 45 000 Domare: Jorge Larrionda (Uruguay) | Publik: 45 000 Domare: Jorge Larrionda (Uruguay) |